# Tallo (Fluss)
Der Tallo (indonesisch Sungai Tallo) ist ein rund 75 Kilometer langer Fluss in der südwestlichen Hälfte der Insel Sulawesi. Das Einzugsgebiet hat eine Fläche von etwa 150 Quadratkilometern.
Der Fluss entspringt in der Nähe des 2833 Meter hohen Berges Bawakaraeng und zieht sich durch den Bezirk Gowa bis zum nördlichen Teil der Hafenstadt Makassar, wo er in die Straße von Makassar fließt. An der Flussmündung befand sich früher das Zentrum des gleichnamigen Königreichs Tallo, wodurch seine Tiefe durch die extensive Landwirtschaft zurückgegangen war.